# Burmanci
Burmanci (Myen, Bamar), jedan od tibetsko-burmanskih naroda sinotibetske velike jezične porodice nastanjen danas poglavito u Mianmaru (bivšoj Burmi), u dolini rijeke Irrawaddy i 13 drugih država. Burmanci svoje podrijetlo vuku iz područja koje nije točno ustanovljeno, ali jezično su srodni Tibetancima s kojima čine tibetsko-burmansku jezičnu skupinu. Broj Burmanaca iznosi 27.663.000 (UN 2007.) od čega 27.194.000 u Burmi, ali čak 32.301.581 ljudi govori burmanskim jezikom (32.000.000 u Burmi; D. Bradley, 2000.). 

## Ime
Burmanci sami sebe kolokvijalno nazivaju Bamar od čega su nastali nazivi za Burmu: Birmanie u francuskom, i Burma u hrvatskom i engleskom jeziku, te preko ovog naziva dolazi i ime za njih, Burmanci. Ime Myen dali su im njihovi susjedi Rawang, dok se vojna hunta služi nazivom Myanma kojim silom i terorom provode mjanmarifikaciju naroda i plemena naseljenih u Mianmaru (Burmi).

## Jezik
Burmanski ili bama, bamachaka ili myen član je južne podskupine burmanskih jezika kojoj pripada s jezicima chaungtha, intha, arakanskim, taungyo, tavoyan i yangbye. Ima nekoliko dijalekata: palaw i burmanski u užem smislu, dok bi prema  'Ethnologue'  dijalekti mergui (250.000), danu (100.000) i yaw (20.000) mogli biti posebni jezici. U Banladešu Burmanci govore dijalektom bomang.

## Rasprostranjenost
Burmanci su jedan ali najveći od nekih 136 raznih etničkih grupa Burme. Prema podacima  'Joshua Projecta'  za 2007. naseljeni su u 14 zemalja, to su: Burma (27.194.000), Bangladeš (290.000), Tajland (66.000), Malezija (25.000), Kina (24.000), Makao (21.000), Indija (14.000), UK (13.000), SAD (11.000), Kambodža (4.500), Laos (500), Njemačka (500), Šri Lanka (500), Singapur (nepoznato)

## Povijest
U sadašnji kraj Burmanci dolaze oko 800 iza Krista krečući se uz rijeku Salween (Thanlwin) preko doline Nat Htate. Kraj što ga nastaniše prostire se duž rijeke Irrawaddy i Salween, gospodarski najvažniji predio Burme. Prostor današnje Burme bio je naseljen već davno prije, a njezina povijest započinje 850 pr.n.e. utemeljenjm Tagaunga na rijeci Irrawaddy (Ayeyarwady). U susjedstvu koje su nastanili živjeli su drugi narodi Thet i Kadu na sjeveru, Arakanci (Rakhine), Pyu, Mon i drugi. Utemeljenjem prvog burmanskog kraljevstva u 11. stoljeću započet će i nemiri unutar ovog etnički šarolikog prostora. Ovi nemiri, ratovi i pobune prisutne su i danas, pa Burmanci žive u siromaštvu, beznađu i neprekidnom strahu pred politikom burmanskih generala. Godine 1989. vojna hunta promijenit će ime države iz Burma u Myanmar, čime će vojni vrh sa svojom policijom započet s mjanmarifikacijom, odnosno mijenjanjem identiteta raznih etničkih grupa Burme koje nastoje da se odvoje i osamostale, što opisuje i Michael Gravers u  'Exploring Ethnic Diversity in Burma' .

## Etnografija
Burmanci su narod koji živi od riže, pa svakodnevno cijela obitelj odlazi u rižina polja s volovima i vodenim bivolima, koje će upregnuti u drvene plugove. Meso se rijetko jede, a riba je druga važna namirnica koju koriste u svojoj prehrani, poglavito onih koji žive uz obale rijeka ili mora. Tradicionalna naselja ruralnih Burmanaca smještena su u šumama ili uz vodene tokove, s kućama najčešće građenim od drveta, obično jednosobne. Obitelj je monogamna a roditelji u bračnom posredovanju rijetko sudjeluju. Mladi bračnim par osamostaljuje se tek nakon dvije ili tri godine braka. Vjera im je pretežno budistička ali imaju i neka stara animistička vjerovanja, kao na primjer da nežive stvari imaju dušu.
Kultura Burmanaca i ostalih naroda Burme danas se nalazi u dubokoj krizi koja proizlazi iz uplitanja i kontrole vojnog režima nad pravno-izabranim vođama, kao i građanskog rata koji nastavlja devastirati zemlju.

## Vanjske poveznice
- Burmese
- Burmese of Myanmar (Burma)